# Indigofera delavayi
Indigofera delavayi är en ärtväxtart som beskrevs av Adrien René Franchet. Indigofera delavayi ingår i släktet indigosläktet, och familjen ärtväxter. Inga underarter finns listade i Catalogue of Life.